# Championnats du monde de triathlon cross 2012
Navigation
Édition précédente Édition suivante
Les championnats du monde de triathlon cross 2012, deuxième édition des championnats du monde de triathlon cross, ont lieu du 16 au 19 mai 2012 dans l'Oak Mountain State Park, à Pelham, aux États-Unis.

## Championnat du monde de triathlon cross 2012

### Résultats

#### Homme
|                    | Triathlète       | Pays           | Temps           |
| ------------------ | ---------------- | -------------- | --------------- |
| Médaille d'or      | Conrad Stoltz    | Afrique du Sud | 2 h 12 min 11 s |
| Médaille d'argent  | Craig Evans      | États-Unis     | 2 h 12 min 58 s |
| Médaille de bronze | Christopher Legh | Australie      | 2 h 14 min 11 s |
| 4                  | Josiah Middaugh  | États-Unis     | 2 h 15 min 47 s |
| 5                  | Richard Stannard | Royaume-Uni    | 2 h 16 min 9 s  |

#### Femme
|                    | Triathlète           | Pays           | Temps           |
| ------------------ | -------------------- | -------------- | --------------- |
| Médaille d'or      | Lesley Paterson      | Royaume-Uni    | 2 h 24 min 39 s |
| Médaille d'argent  | Mélanie McQuaid      | Canada         | 2 h 27 min 15 s |
| Médaille de bronze | Carla Van Huysteen   | Afrique du Sud | 2 h 28 min 34 s |
| 4                  | Suzanne Snyder       | États-Unis     | 2 h 29 min 13 s |
| 5                  | Shonny Vanlandingham | États-Unis     | 2 h 29 min 15 s |